# Judit Giró i Benet
Judit Giró i Benet (Vallmoll, 5 de novembre de 1996) és una enginyera biomèdica catalana. El 2020 va inventar un dispositiu anomenat The Blue Box capaç de detectar de forma precoç el càncer de mama mitjançant una mostra d'orina.

## Trajectòria
Es va graduar en Enginyeria Biomèdica a la Universitat de Barcelona, on com a treball de final de grau, motivada pel diagnòstic de càncer de mama de la seva mare, va desenvolupar un algorisme capaç de detectar aquest càncer a través de l'orina, basant-se en l'estudi dels investigadors Hywel Williams i Andres Pembroke, publicat l'any 1989 a la revista científica The Lancet, que conclou que els gossos són capaços de detectar el càncer a través de l'olfacte, ja que aquesta malaltia produeix canvis metabòlics que alteren el sabor, la textura, la forma o l'olor del cos. El seu propòsit era reproduir, mitjançant la tecnologia, la fisiologia del gos en un microprocessador Arduino i uns sensors, i traduir l'escorça olfactòria del cervell en un fragment de codi Python. Per a això, en col·laboració amb el doctor Josep Gumà de l'Hospital Universitari de Sant Joan de Reus, va recollir 90 mostres d'orina procedents tant de dones sanes com de dones amb càncer de mama metastàtic i va aconseguir que el seu algorisme tingués una sensibilitat del 75%.
Posteriorment va cursar el Màster en Embedded Cyber-physical Systems a la Universitat de Califòrnia a Irvine i va millorar la taxa de classificació d'aquest sistema conegut com The Blue Box fins al 95%. En aquesta universitat, investiga al costat del catedràtic Fadi Kurdahi. Amb l'informàtic Billy (Po-an) Chen, va fundar l'empresa tecnològica The Blue Box Biomedical Solutions, amb l'objectiu de millorar l'algorisme perquè detecti el càncer de mama en fases més primerenques.
El gran avantatge d'aquest dispositiu, similar al test de detecció de l'embaràs, basat en la tecnologia d'Intel·ligència Artificial (IA), és que permet el diagnòstic sense sotmetre les pacients a radiació, sense dolor i per un baix cost atès que aquest és deu vegades menor del que costa realitzar una simple mamografia. Després d'analitzar la mostra, s'envien els resultats al núvol. Allí, s'executa l'algorisme i la pròpia pacient pot consultar el diagnòstic a temps real en el seu telèfon mòbil, a través d'una app i de l'emmagatzematge de les dades.

## Reconeixements
L'any 2020, Giró va guanyar amb The Blue Box les 35.000 lliures del concurs The James Dyson Award, un concurs internacional coordinat per la Fundació James Dyson, organització benèfica de James Dyson, que pretén impulsar joves estudiants d'enginyeria del disseny. Va ser la primera vegada que una persona espanyola conseguia aquest reconeixement internacional en els seus 15 anys d'història.
A més, va obtenir el premi Argal, amb una dotació de 2.000 euros, i una beca de la Diputació de Tarragona, per impulsar la sucursal de The Blue Box a Europa.